# Фромов, Георгий Алексеевич
Георгий Алексеевич Фромов (2 мая 1900, Ростов-на-Дону, область Войска Донского — 13 февраля 1991, Кировский) — советский хозяйственный, государственный и политический деятель, Герой Социалистического Труда.

## Биография
Родился в 2 (15) мая 1900 году в Ростове-на-Дону. Член КПСC с 1920 года.
С 1911 года — на хозяйственной, общественной и политической работе.
В 1911—1976 годах — ученик слесаря, слесарь железнодорожных мастерских, красногвардеец, участник Гражданской войны на Южном фронте, работник Ростовской табачной фабрики, секретарь партячейки фабрики, член правления Северо-Кавказского краевого потребительского общества, директор Майкопского лесомебельного комбината, директор Камарского зерносовхоза, директор укрупнённого Белоглинского зерносовхоза, директор Борисовского зерносовхоза в Омской области, участник Великой Отечественной войны, директор Алтайского зерносовхоза Смоленского района Алтайского края.
Указом Президиума Верховного Совета СССР от 11 января 1957 года присвоено звание Героя Социалистического Труда с вручением ордена Ленина и золотой медали «Серп и Молот».
Делегат XXII съезда КПСС.
Умер в посёлке Кировский в 1991 году.